# Brasilianisches Expeditionskorps in Europa
Das Brasilianische Expeditionskorps (portugiesisch: Força Expedicionária Brasileira, FEB) war ein Truppenverband, der während des Zweiten Weltkriegs auf Seiten der Alliierten im Mittelmeerraum gegen die Achsenmächte kämpfte. Er bestand aus 25.000 Soldaten des Heeres und der Luftstreitkräfte.
Brasilien war das einzige südamerikanische Land, das in diesem Krieg Bodentruppen nach Europa schickte. Luft- und Landstreitkräfte kämpften von September 1944 bis Mai 1945 in Italien. In den acht Monaten dieses Feldzugs verloren diese fast 500 Soldaten und nahmen 20.573 Italiener und Deutsche gefangen. Die brasilianische Marine und die brasilianischen Luftstreitkräfte nahmen bereits seit Mitte 1942 an den Kämpfen im Südatlantik teil.

## Übersicht
Obwohl Brasilien bereits im Ersten Weltkrieg die Entente gegen Deutschland unterstützt hatte, war das Engagement des Landes an der Seite der Alliierten im Zweiten Weltkrieg keineswegs selbstverständlich. Brasilien hatte 1917 und 1918 vor allem mit seiner Marine am Krieg teilgenommen, aber auch eine Militärmission an die Westfront entsandt.
Wie 1914, blieb Brasilien auch 1939 zunächst neutral und trieb sowohl mit den Alliierten als auch mit den Achsenmächten Handel. Mit Fortgang des Krieges wurde der Handel mit letzteren jedoch nahezu unmöglich, und die USA unternahmen diplomatische und wirtschaftliche Anstrengungen, um Brasilien auf die Seite der Alliierten zu ziehen.
Anfang 1942 gestattete Brasilien den US-Streitkräften den Aufbau von Militärbasen in den Bundesstaaten Bahia, Pernambuco und Rio Grande do Norte. In der Stadt Natal war ein Teil des US-Marine VP-52-Patrouillengeschwaders stationiert. Auch die US-Task-Force 3 operierte von Brasilien aus: Das Geschwader griff U-Boote und Handelsschiffe an, die mit Japan Handel trieben. Im Gegenzug boten die Vereinigten Staaten an, die Eisenindustrie (Companhia Siderúrgica Nacional) in Brasilien zu fördern.
Im ersten Halbjahr 1942 versenkten deutsche U-Boote 13 brasilianische Frachtschiffe. Am 16. und 17. August 1942 torpedierte das deutsche U-Boot U 507 vor der Küste Brasiliens innerhalb von 40 Stunden fünf unter Landesflagge fahrende unbewaffnete Handelsschiffe darunter die Baependi und ein Pilgerschiff. Dabei kamen 607 Menschen ums Leben und 14.822 BRT Schiffraums gingen verloren. Daraufhin kam es in Brasilien zu gewaltsamen Demonstration und am 22. August 1942 erfolgte die Kriegserklärung Brasiliens an Deutschland und Italien.

## Befehlshaber und Zusammensetzung
Die brasilianische erste Division der FEB kämpfte unter dem Kommando des IV. Korps (Generalmajor Willis D. Crittenberger), als Teil der 5. US-Armee  (Generalleutnant Mark W. Clark, später Generalleutnant Lucian K. Truscott), die wiederum der alliierten 15. Heeresgruppe (Feldmarschall Harold Alexander) unterstellt war. Ihr US-Verbindungsoffizier war Vernon A. Walters, der nach dem Krieg stellvertretender und von 1962 bis 1967 Militärattaché der USA an der Botschaft in Brasilien war.
Das FEB-Hauptquartier fungierte als Verwaltungssitz und Verbindung zum brasilianischen Oberkommando unter dem Kriegsminister General Eurico Gaspar Dutra in Rio de Janeiro. General Mascarenhas de Morais war Kommandant des FEB, General Zenobio da Costa Chef des 6. Regiments (RCT) – der ersten FEB-Einheit, die in Italien landete, und General Cordeiro de Farias war Kommandant der Artillerie.
Das FEB war im Prinzip, einschließlich der Logistik, wie eine US-amerikanische Infanteriedivision aufgebaut. Allerdings waren einige dieser Abteilungen, wie beispielsweise der Sanitätsdienst, mangelhaft organisiert und mussten ergänzt, und in vielen Fällen auch von den US-Amerikanern kontrolliert oder verwaltet werden. Die Kampfeinheiten waren das 1., 6. und 11. Regiment, jeweils etwa 5.000 Mann in drei Bataillonen (zu jeweils vier Kompanien), einschließlich unterstützender Einheiten, wie Artillerie, Pioniere und Kavallerie.
Das brasilianische Luftstreitkräftekontingent wurde dem XXII. Tactical Air Command der Mediterranean Allied Air Forces (MAAF), der alliierten Führungsorganisation der Luftwaffe im Mittelmeerraum, unterstellt.

## Der Feldzug

### Vorbereitung

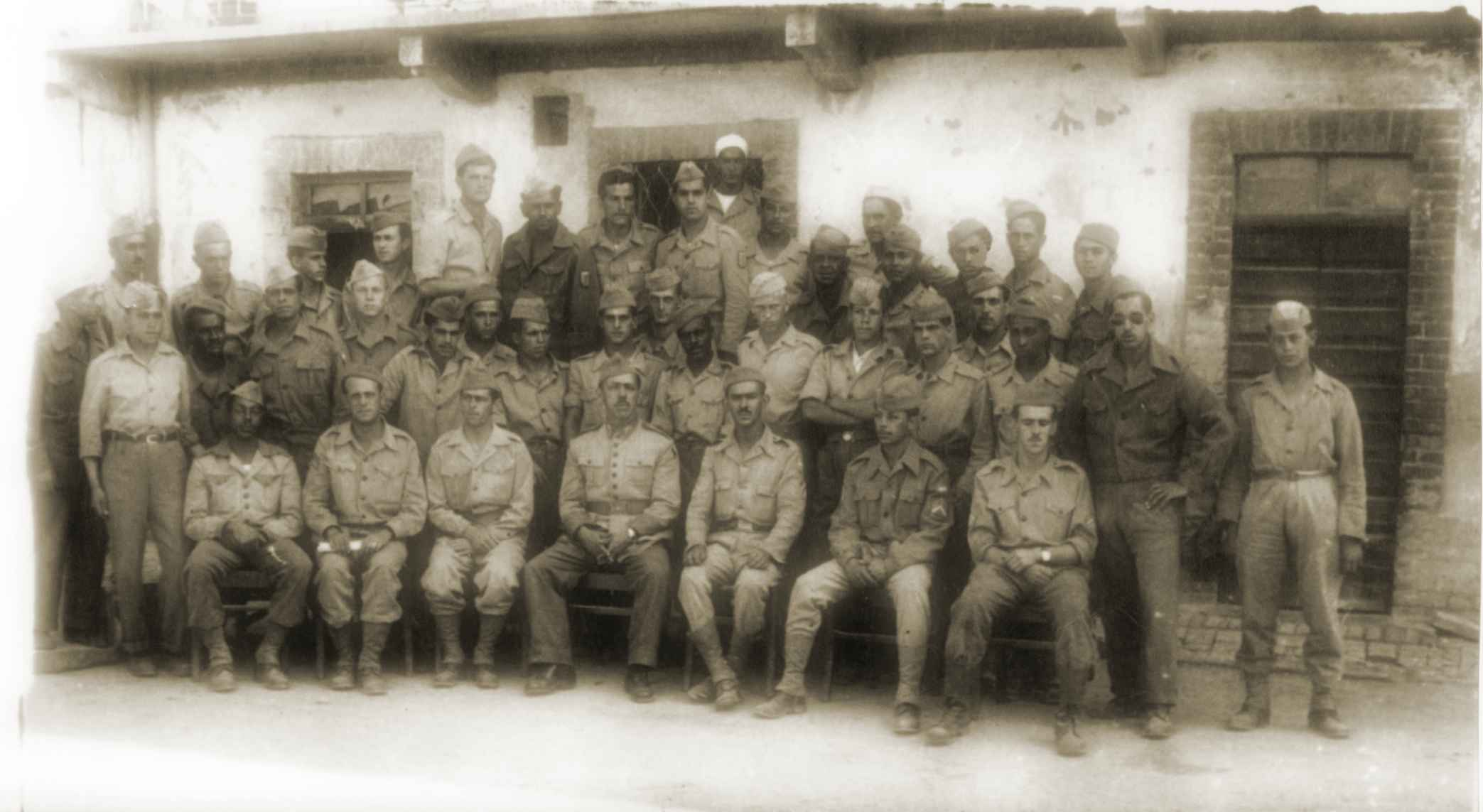
Mitglieder einer Kompanie des dritten Bataillons des elften Regiments

Nachdem Brasilien den Krieg erklärt hatte, begann es ein Expeditionskorps aufzustellen, das in Europa kämpfen sollte. Zu dieser Zeit war Brasilien ein Land mit einer traditionell isolationistischen Außenpolitik und einer weitgehend ländlichen und analphabetischen Bevölkerung. Die Wirtschaft konzentrierte sich auf den Export von Rohstoffen, auch gab es keine Infrastruktur in der Industrie, im Gesundheitssystem und im Bildungswesen, die als materielle und personelle Unterstützung für die Kriegsanstrengungen, in einem Konflikt dieser Dimension, dienen konnte. Ebenso wenig gab es einen Aktionsplan für diese Situation (ähnlich wie Calogeras Plan im Ersten Weltkrieg). Viele brasilianische Offiziere (selbst die Kriegswilligen) sahen einige unvermeidbare interne Folgen nach einer Niederlage Nazi-Deutschlands, etwa dass die brasilianische Bevölkerung demokratische Forderungen stellen könnte. Alles in allem lebten die Brasilianer seit 1937 unter einem offen autoritären Militärregime, das bis 1941 mit dem nationalsozialistischen Deutschland geflirtet hatte. Ein autonomes Handeln der brasilianischen Militärregierung in diesem Konflikt war daher von vornherein ausgeschlossen.
Konfrontiert mit der staatlichen Passivität und der mangelnden Kriegsbereitschaft, kam der Journalist Assis Chateaubriand mit in Brasilien stationierten US-Beamten auf den Gedanken, eine multinationale Expeditionsarmee südamerikanischer Freiwilliger aufzustellen, die er finanziert hätte und die von amerikanischen Ausbildern geschult werden sollte. Diese Initiative wurde von der brasilianischen Regierung Anfang 1943 unterbunden.
So dauerte es fast zwei Jahre, bis die brasilianische Regierung einen Armeeverband von 25.000 Mann aufgestellt hatte. Das war sehr wenig gegenüber dem anfänglich erklärten Ziel, ein ganzes Armeekorps von 100.000 Soldaten aufzubauen, um die Alliierten in der italienischen Kampagne zu unterstützen.

### Ankunft in Italien
Am 2. Juli 1944 verließen die ersten fünftausend FEB-Soldaten (das 6. Regiment) Brasilien an Bord der USS General Mann und kamen in Italien am 16. Juli an. Sie landeten in Neapel, wo sie sich mit der US-Kampfgruppe 45 vereinigen sollten. Sie landeten ohne Waffen, und da niemand sich um ihre Unterkunft in einer Kaserne gekümmert hatte, standen die Truppen auf den Docks herum. Das verursachte heftige Kontroversen in den brasilianischen Medien. Ende Juli erreichten zwei weitere Transporte mit brasilianischen Truppen Italien, und drei weitere folgten im September und November 1944 und Februar 1945.
Die FEB sorgte in den ersten Wochen in Italien für den Erwerb der richtigen Ausrüstung – so waren die Uniformen nicht dem italienischen Winterklima angepasst – und für die Ausbildung unter amerikanischem Befehl. Im August zogen die Truppen nach Tarquinia, 350 km nördlich von Neapel, wo sie zu Clarks Armee disloziert wurden. Im November wurde das FEB Crittenbergers IV US-Korps angegliedert.

Soldaten der brasilianischen Expeditionstruppe in Italien während des Zweiten Weltkriegs, 1944.

### Kämpfe
Die ersten Operationen der brasilianischen Truppen waren Aufklärungseinsätze Ende August. Die Brasilianer sollten freifranzösische Truppen, die in Teilen an der Operation Dragoon (der Landung in der Provence) teilnahmen, ersetzen. Am 16. September besetzten sie Camaiore und waren danach in Gefechten bei Monte Prano, Monte Acuto und weiteren Orten erfolgreich. Bis dahin hatten die Brasilianer relativ wenige Opfer zu verzeichnen. Gegen Jahresende standen sie in den Apenninen, wo sie während des harten Winters der deutschen Gotenlinie gegenüberlagen. Am 29. November 1944 erfolgte auf Befehl General Mascarenhas de Morais (gegen den Rat seiner Offiziere) ein Frontalangriff gegen die befestigten Stellungen, bei dem es 300 Gefallene und keinen Geländegewinn gab.
Zwischen Ende Februar und Anfang März 1945, in Vorbereitung auf die Frühjahrsoffensive, waren die brasilianische Division und die 10. US Mountain Division in der Lage, wichtige Positionen auf dem nördlichen Apennin mit bemerkenswerten Erfolgen der Brasilianer bei Monte Castello und Castelnuovo di Vergato zu erobern. Es gelang, die deutschen Artilleriestellungen in den Bergen auszuschalten; deren effektiver Beschuss hatte seit dem Herbst 1944 den alliierten Weg nach Bologna blockiert.
Die letzte Offensive an der italienischen Front begann am 14. April. Durch einen Angriff der brasilianischen Division konnte Montese eingenommen werden. Allein im Tiradentes-Regiment fielen 129 Soldaten. Danach war der Zusammenbruch der deutschen Linien im Norden vor den Kräften des IV. Korps unvermeidlich. Auf der rechten Seite eroberten die polnische Division der britischen 8. Armee und die 34. US Infanterie-Division am 21. April Bologna.
Am 25. April begann die italienische Widerstandsbewegung einen allgemeinen Partisanenaufstand. In der gleichen Zeit eroberten die brasilianischen Truppen Parma und die Amerikaner Modena und Genua. Die britische 8. Armee rückte in Richtung Venedig und Triest vor.
Bei der Schlacht von Collecchio trafen die brasilianischen Streitkräfte auf heftigen Widerstand, der sich Richtung Genua–La Spezia zurückziehenden deutsch-italienischen Truppenverbände, die von der 92. US-Division verfolgt wurden. Die Achsentruppen wurden in der Nähe von Fornovo di Taro umzingelt und ergaben sich nach einigen Kämpfen. Am 28. April nahmen die Brasilianer mehr als 13.000 Soldaten, darunter die gesamte 148. Infanterie-Division, Teile der 90. Panzergrenadierdivision und der italienischen Bersaglieri-Regimenter „Monte Rosa“, „San Marco“ und „Italia“ gefangen.

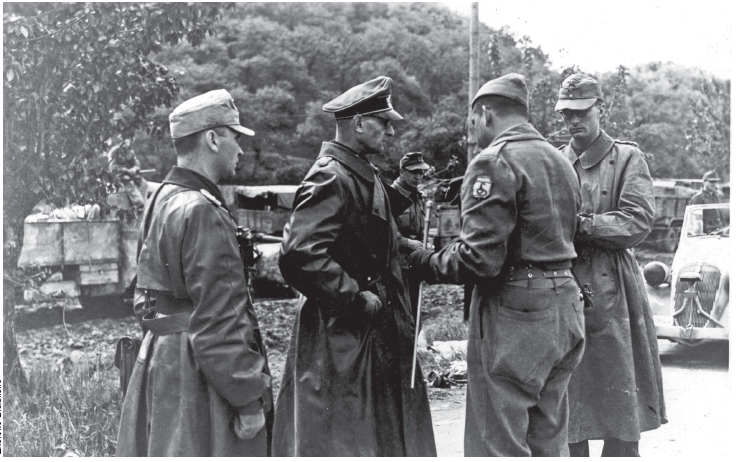
Die Generäle Otto Fretter-Pico und Mario Carloni bei der Kapitulation gegenüber der FEB, 29. April 1945

Die deutsche Führung hatte geplant, diese Truppen, gemeinsam mit der deutsch-italienischen Armee in Ligurien, zu vereinigen, um gegen die 5. US-Armee zum Gegenangriff überzugehen. Die Achsenmächte hatten viele Brücken in der gesamten Poebene intakt gelassen, um einen Angriff zu ermöglichen. Die deutsche Heeresleitung führte bereits Verhandlungen in Caserta über einen Waffenstillstand und hoffte, dass ein Gegenangriff die Bedingungen für die Übergabe zu ihren Gunsten verbessern könnte. Diese Ereignisse, und die Nachricht von Hitlers Tod und dem Fall Berlins, ließen der deutschen Führung in Italien keine andere Wahl, als die bedingungslose Kapitulation zu akzeptieren. Am 2. Mai erreichten die Brasilianer Turin und schlossen sich den Franzosen an der Grenze in Susa an. Am gleichen Tag endete der Krieg in Italien.

### Luftwaffe

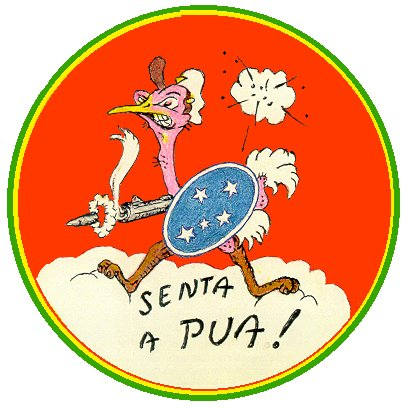
Abzeichen der brasilianischen Staffel

Die erste Flieger-Gruppe war die 1. GAVCA (1. Kampfgruppe/1 º de Grupo de Aviação Caça), sie wurde am 18. Dezember 1943 aufgestellt. Kommandant war Oberstleutnant Nero Moura.
Die brasilianische Staffel hatte ein eigenes Abzeichen. Es zeigt in einer grün-gelben (den Nationalfarben Brasiliens) Umrandung einen Strauß mit auf dem Schild aufgemalten Himmel und dem Kreuz des Südens. Im Hintergrund explodieren Flakgeschosse, die rechte Hand symbolisiert die Feuerkraft der Thunderbolt-Flugzeuge, der rote Fond das vergossene Blut der Piloten. Darunter das Motto „Senta a Pua“ – sinngemäß „Schlage entschlossen zu und du wirst den Feind vernichten.“
Die Gruppe (350 Mann, davon 43 Piloten) unterzog sich einer kurzen Ausbildung in Panama. Am 22. Juni wurde sie in die Vereinigten Staaten abkommandiert und erhielt P-47D Thunderbolt-Maschinen. Schließlich kam die 1. GAVCA am 6. Oktober in der Nähe von Livorno an. Sie wurde der 350th Fighter Group United States Army Air Forces angegliedert, die wiederum Teil des 62nd Fighter Wing, XXII Tactical Air Command, Twelfth Air Force war.

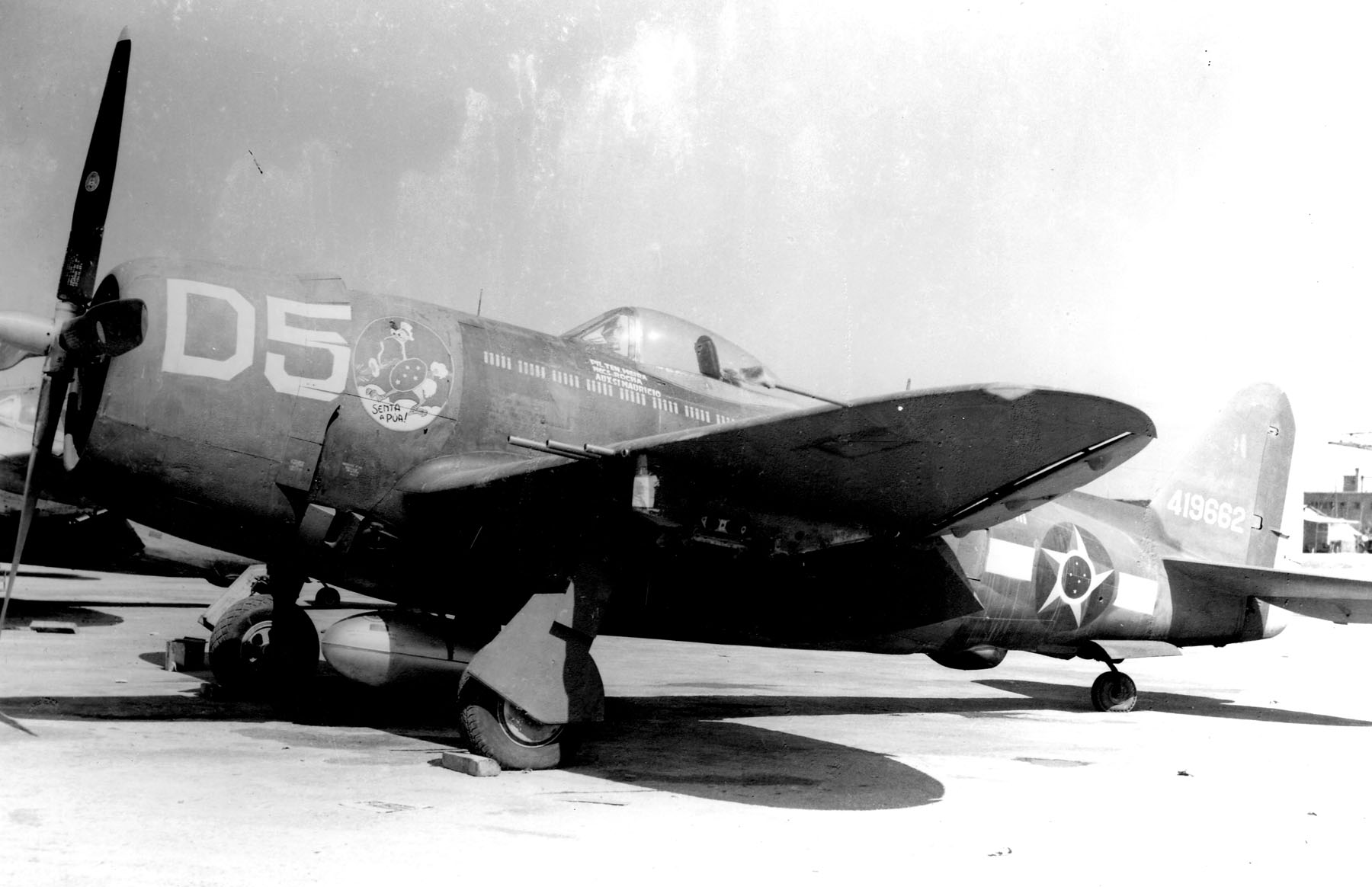
1. GAVCA P-47s mit dem „Senta a Pua!“-Emblem an der Flugzeugnase und dem Hoheitszeichen der brasilianischen Luftstreitkräfte am Rumpf.

Die brasilianischen Piloten flogen zunächst von 31. Oktober 1944 an, als Einzelteilnehmer bei der 350th Fighter Group mit und nahmen schrittweise an gefährlicheren Missionen teil. Weniger als zwei Wochen später, am 11. November startete die Gruppe ihre ersten eigenen Operationen: Sie begann ihre Karriere als Jagdbombereinheit, Aufgaben als bewaffnete Aufklärung zur Unterstützung der amerikanischen 5. Armee, mit dem die FEB verbunden war, folgten. Am 16. April 1945 begann die US-Armee ihre Offensive entlang der Poebene. Bis dahin war die Stärke der Gruppe auf 25 Piloten gefallen, einige wurden getötet oder abgeschossen und gefangen genommen. Jeder Pilot flog im Schnitt zwei Einsätze pro Tag.
Am 22. April 1945 starteten die verbliebenen Piloten im 5-Minuten-Takt, um ab 8.30 Uhr Brücken, Lastkähne und motorisierte Fahrzeuge in der Region San Benedetto zu zerstören. Um 10.00 Uhr unternahm eine Gruppe eine bewaffnete Aufklärungsmission südlich von Mantua. Sie zerstörten mehr als 80 Panzer, Lastwagen und Fahrzeuge. Am Ende des Tages hatte die Gruppe 44 einzelne Einsätze geflogen und hunderte von Fahrzeugen und Lastkähnen zerstört. An diesem Tag flog die Gruppe die meisten Einsätze des Krieges; folglich gedenkt Brasilien am 22. April seiner Luftwaffe des Zweiten Weltkrieges. Alles in allem flog die 1. GAVCA vom 11. November 1944 bis 6. Mai 1945 insgesamt 445 Missionen, 2550 einzelne Einsätze mit 5465 Kampfflugstunden.

## Nachwirkungen

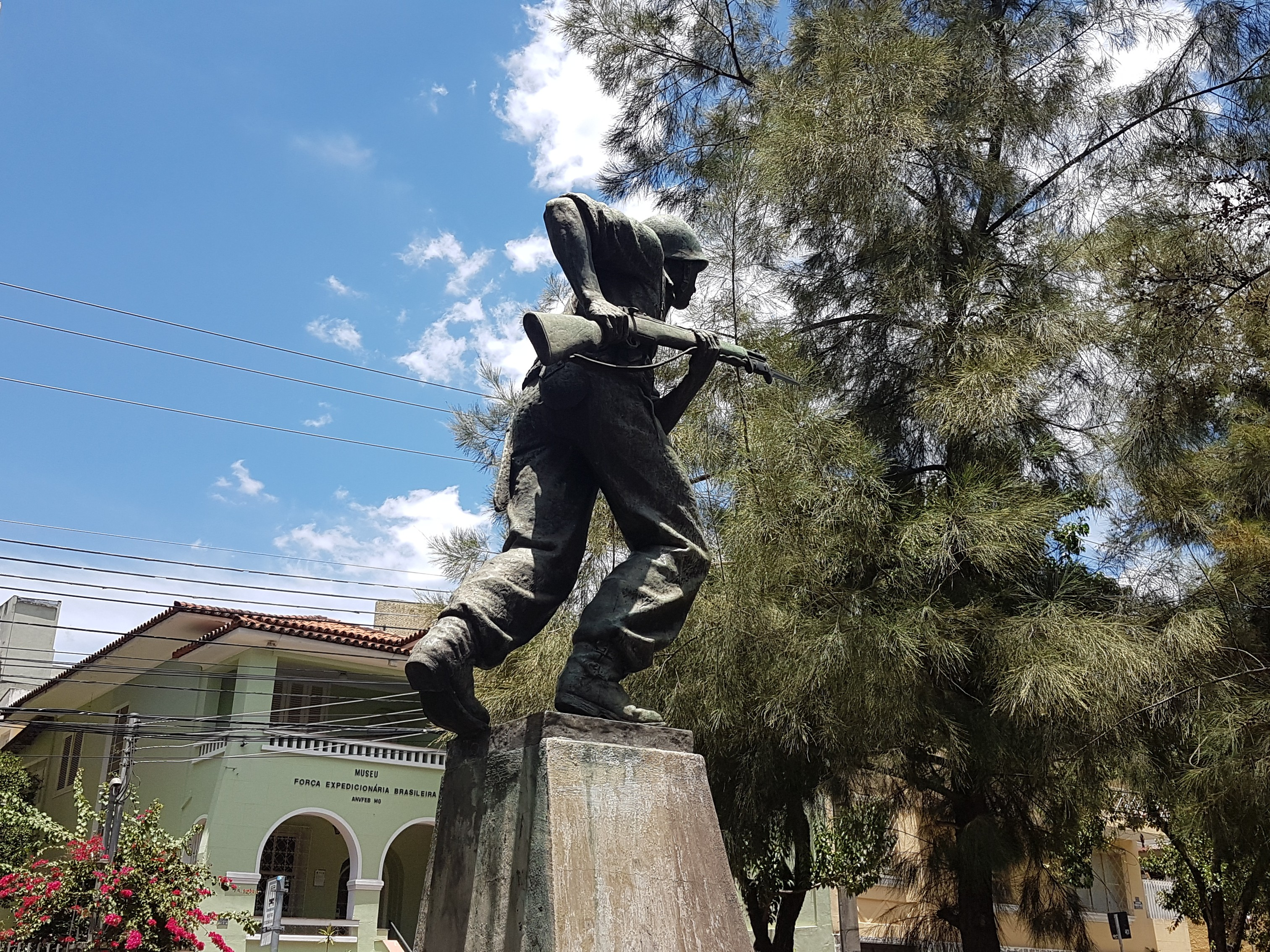
Denkmal für die Gefallenen des FEB, Francisco Sales avenue, in Belo Horizonte

463 Gefallene, die auf dem brasilianischen Militärfriedhof in Pistoia begraben waren, wurden 1960 in einem Mausoleum in Rio de Janeiro beigesetzt. Marschall Mascarenhas de Moraes hatte das vorgeschlagen und förderte den Bau des Mausoleums. Am 24. Juli 1960 eingeweiht, umfasst es eine Fläche von 6850 Quadratmetern.
Offiziere des FEB machten in der Folge schnell Karriere in der Brasilianischen Armee. Humberto Castelo Branco wurde 1962 General und leitete 1964 den Militärputsch, der ihn zum diktatorischen Präsidenten Brasiliens machte. Golbery do Couto e Silva wurde Chef des Militärgeheimdienstes und später während der Diktatur nacheinander Innen-, Finanz- und Justizminister. Hugo de Abreu wurde während der Diktatur Sicherheitsberater des Präsidenten. Afonso Augusto de Albuquerque Lima war Innenminister der Diktatur.

## Spitzname
Da die brasilianische Diktatur sich nur zögerlich an den alliierten Kriegsanstrengungen beteiligte, kam Anfang 1943 ein beliebtes Sprichwort auf: „Eher wird eine Schlange Pfeife rauchen, als dass Brasilien am Krieg in Europa teilnimmt.“ („Mais fácil uma cobra fumar cachimbo do que o Brasil participar da guerra na Europa.“). Bis das FEB in die Kämpfe eingriff, wurde der Ausdruck „a cobra vai fumar“ („die Schlange wird rauchen“) in Brasilien zu einem geflügelten Wort. Die Soldaten des FEB nannten sich Cobras Fumantes (rauchende Schlangen) und trugen ein Abzeichen, das eine Pfeife rauchende Schlange zeigte.
Nach dem Krieg kehrte sich die Bedeutung dahingehend um, dass etwas auf aggressive und wütende Art und Weise endgültig geschehen ist. Der Ausdruck „a cobra vai fumar“ hat sich im brasilianischen Portugiesisch bis heute erhalten, obwohl nur wenige der jüngeren Generation die Herkunft des Ausdrucks kennen.